# یواس‌اس مانسن (دی‌دی-۴۳۶)
یواس‌اس مانسن (دی‌دی-۴۳۶) (به انگلیسی: USS Monssen (DD-436)) یک کشتی بود که طول آن ۳۴۸ فوت ۳ اینچ (۱۰۶٫۱۵ متر) بود. این کشتی در سال ۱۹۴۰ ساخته شد.